# 拉威语
拉威语是泰国一种南亚语系语言。拉威语有两种方言，一说是两种语言，《民族语》的名称是东拉威语和西拉威语。它们分布在泰国北部地区夜丰颂府和清迈府的拉威族村庄。
拉威语属于南亚语系佤德昂语支佤语支。
东拉威语和西拉威语间无法互通，这一判断主要基于东西拉威使用者和SIL发起的试验提供的一致证据。
东拉威内部又有不同方言，这些方言间有些发音和词位差异，但不会在理解上形成障碍。主要方言来自Bo Luang，（当地称作juang ra），迄今是最大的东拉威语村庄，人口约3千人。Bo Luang分布在清迈府荷县Bo Luang和Bo Sali的16个村。另一方言来自Bo Sangae, （当地称作juang tiang）。
东拉威语仍有相当高的语言活力，且在家被所有年龄段的人使用。政府教育、乡村公告和商业往来一般用中部泰语。大部分东拉威人是双语者，会说北部泰语，有些老人会以拉威语回应北部泰语问话。年青一代倾向于受中部泰语影响，因为拉威人与泰沅间的通婚造成的北部泰语的通行。